# Filosofía de la inteligencia artificial
La filosofía de la inteligencia artificial es una rama de la filosofía de la tecnología que explora la inteligencia artificial y sus implicaciones para el conocimiento y la comprensión de la inteligencia, la ética, la conciencia, la epistemología y el libre albedrío. La tecnología se ocupa además de la creación de animales o personas artificiales (o, al menos, criaturas artificiales, véase vida artificial), por lo que la disciplina es de gran interés para los filósofos. Estos factores contribuyeron al surgimiento de la filosofía de la inteligencia artificial. Algunos académicos argumentan que el rechazo de la filosofía por parte de la comunidad de IA es perjudicial.
La filosofía de la inteligencia artificial intenta responder a tales preguntas de la siguiente manera:
- ¿Puede una máquina actuar inteligentemente? ¿Puede resolver cualquier problema que una persona resolvería pensando?
- ¿Son lo mismo la inteligencia humana y la inteligencia artificial? ¿Es el cerebro humano esencialmente una computadora?
- ¿Puede una máquina tener una mente, estados mentales y conciencia en el mismo sentido que un ser humano? ¿Puede sentir cómo son las cosas?

Preguntas como estas reflejan los intereses divergentes de los investigadores de IA, los científicos cognitivos y los filósofos, respectivamente. Las respuestas científicas a estas preguntas dependen de la definición de "inteligencia", "conciencia" y exactamente qué "máquinas" están en discusión.
Las proposiciones más importantes en la filosofía de la IA incluyen algunas de las siguientes:
- La prueba de Turing: si una máquina se comporta tan inteligentemente como un ser humano, entonces es tan inteligente como un ser humano.[5]
- La conferencia de Dartmouth: "Cada aspecto del aprendizaje o cualquier otra característica de la inteligencia se puede describir con tanta precisión que se puede construir una máquina para simularlo".[6]
- La hipótesis del sistema de símbolos físicos de Allen Newell y Herbert Alexander Simon: "Un sistema de símbolos físicos tiene los medios necesarios y suficientes para la acción inteligente general".[7]
- La habitación china de John Searle : "Una computadora programada apropiadamente con las entradas y salidas correctas tendría una mente exactamente en el mismo sentido que los seres humanos tienen mente".[8]
- El mecanismo de Hobbes: "Por 'razón'... no es más que 'calcular', es decir, sumar y restar, de las consecuencias de los nombres generales convenidos para el 'marcar' y 'significar' de nuestros pensamientos..."[9]

## ¿Puede una máquina mostrar inteligencia general?
¿Es posible crear una máquina que pueda resolver todos los problemas que resuelven los humanos usando su inteligencia? Esta pregunta define el alcance de lo que las máquinas podrían hacer en el futuro y guía la dirección de la investigación en IA. Sólo se refiere al comportamiento de las máquinas e ignora los temas de interés para psicólogos, científicos cognitivos y filósofos para responderla: ¿Importa si una máquina está realmente pensando, como piensa una persona, en vez de simplemente producir resultados que parecen ser resultado del pensamiento?
La posición básica de la mayoría de los investigadores de IA se resume en esta declaración, que apareció en la propuesta para el taller de Dartmouth de 1956:
- "Cada aspecto del aprendizaje o cualquier otra característica de la inteligencia se puede describir con tanta precisión que se puede hacer una máquina para simularlo".[11]

Los argumentos en contra de la premisa básica deben mostrar que construir un sistema de IA que funcione es imposible porque hay algún límite práctico a las habilidades de las computadoras o que hay alguna cualidad especial de la mente humana que es necesaria para el comportamiento inteligente y, sin embargo, no puede ser duplicada por un máquina (o por los métodos de investigación actual de IA). Los argumentos a favor de la premisa básica deben demostrar que tal sistema es posible.
También es posible eludir la conexión entre las dos partes de la propuesta anterior. Por ejemplo, el aprendizaje automático, comenzando con la propuesta de Turing en Maquinaria computacional e inteligencia esencialmente logra la característica deseada de inteligencia sin una descripción precisa en tiempo de diseño sobre cómo funcionaría exactamente. La cuenta sobre el conocimiento tácito del robot elimina la necesidad de una descripción precisa en conjunto.
El primer paso para responder a la pregunta es definir claramente "inteligencia".

### Inteligencia

#### Prueba de Turing

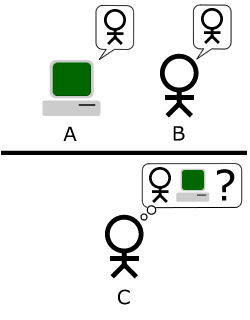
La "interpretación estándar" de la prueba de Turing

Alan Turing redujo el problema de definir la inteligencia a una simple pregunta sobre la conversación. Él sugiere que si una máquina puede responder cualquier pregunta que se le haga, usando las mismas palabras que una persona común, entonces podemos llamar a esa máquina inteligente. Una versión moderna de su diseño experimental usaría una sala de chat en línea, donde uno de los participantes es una persona real y otro de los participantes un programa de computadora. El programa pasa la prueba si nadie puede decir cuál de los dos participantes es humano. Turing señala que nadie (excepto los filósofos) se plantea la pregunta de si "¿puede la gente pensar?" Escribe "en lugar de discutir continuamente sobre este punto, lo habitual es tener una convención educada en la que todos piensan". La prueba de Turing extiende esta cortés convención a las máquinas:
- Si una máquina actúa tan inteligentemente como un ser humano, entonces es tan inteligente como un ser humano.

Una crítica a la prueba de Turing es que solo mide la "humanidad" del comportamiento de la máquina, en lugar de la "inteligencia" del comportamiento. Dado que el comportamiento humano y el comportamiento inteligente no son exactamente lo mismo, la prueba no mide la inteligencia. Stuart J. Russell y Peter Norvig escriben que "los textos de ingeniería aeronáutica no definen el objetivo de su campo como 'fabricar máquinas que vuelen tan exactamente como palomas que puedan engañar a otras palomas'".

#### La inteligencia como logro de metas

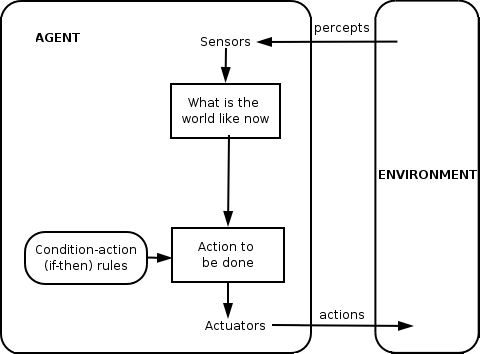
Agente reflejo simple

La investigación de IA del siglo XXI define la inteligencia en términos de comportamiento dirigido a objetivos. Considera la inteligencia como un conjunto de problemas que se espera que resuelva la máquina: cuantos más problemas pueda resolver y mejores sean sus soluciones, más inteligente será el programa. El fundador de AI, John McCarthy, definió la inteligencia como "la parte computacional de la capacidad de lograr objetivos en el mundo".
Stuart Russell y Peter Norvig formalizaron esta definición utilizando agentes inteligentes abstractos. Un "agente" es algo que percibe y actúa en un entorno. Una "medida de rendimiento" define lo que cuenta como éxito para el agente.
- "Si un agente actúa para maximizar el valor esperado de una medida de rendimiento basada en la experiencia y el conocimiento pasados, entonces es inteligente".[21]

Definiciones como esta intentan captar la esencia de la inteligencia. Tienen la ventaja de que, a diferencia de la prueba de Turing, no evalúan también rasgos humanos poco inteligentes, como cometer errores de escritura. Tienen la desventaja de que pueden fallar en diferenciar entre "cosas que piensan" y "cosas que no piensan". Según esta definición, incluso un termostato tiene una inteligencia rudimentaria.

### Argumentos de que una máquina puede mostrar inteligencia general

#### El cerebro puede ser simulado
Hubert Dreyfus describe este argumento afirmando que "si el sistema nervioso obedece las leyes de la física y la química, lo cual tenemos todas las razones para suponer que lo hace, entonces... nosotros... deberíamos ser capaces de reproducir el comportamiento del sistema nervioso con algún dispositivo físico". Este argumento, presentado por primera vez en 1943 y descrito vívidamente por Hans Moravec en 1988, es ahora asociado con el futurista Ray Kurzweil, quien estima que la potencia de la computadora será suficiente para una simulación cerebral completa para el año 2029. En 2005  se realizó una simulación en tiempo no real de un modelo talamocortical que tiene el tamaño del cerebro humano (10 11 neuronas) y tomó 50 días simular 1 segundo de dinámica cerebral en un grupo de 27 procesadores.
Incluso los críticos más duros de AI (como Hubert Dreyfus y John Searle) están de acuerdo en que una simulación cerebral es posible en teoría. Sin embargo, Searle señala que, en principio, cualquier cosa puede ser simulada por una computadora; por lo tanto, llevar la definición a su punto de ruptura lleva a la conclusión de que cualquier proceso puede ser técnicamente considerado "computación". "Lo que queríamos saber es qué distingue a la mente de los termostatos y los hígados", escribe. Por lo tanto, simplemente simular el funcionamiento de un cerebro vivo sería en sí mismo una admisión de ignorancia con respecto a la inteligencia y la naturaleza de la mente, como tratar de construir un avión de reacción copiando un pájaro vivo con precisión, pluma por pluma, sin comprensión teórica de la ingeniería aeroespacial.

#### El pensamiento humano es un procesamiento de símbolos
En 1963, Allen Newell y Herbert A. Simon propusieron que la "manipulación de símbolos" era la esencia de la inteligencia tanto humana como mecánica. Ellos escribieron: "Un sistema de símbolos físicos tiene los medios necesarios y suficientes para la acción inteligente general".
Esta afirmación es muy fuerte: implica que el pensamiento humano es un tipo de manipulación de símbolos (porque un sistema de símbolos es necesario para la inteligencia) y que las máquinas pueden ser inteligentes (porque un sistema de símbolos es suficiente para la inteligencia). Otra versión de esta posición fue descrita por el filósofo Hubert Dreyfus, quien la llamó "la suposición psicológica":  "La mente puede verse como un dispositivo que opera con bits de información de acuerdo con reglas formales".
Los "símbolos" que discutieron Newell, Simon y Dreyfus eran similares a palabras y de alto nivel, símbolos que corresponden directamente con objetos en el mundo, como <dog> y <tail> (perro y rabo). La mayoría de los programas de IA escritos entre 1956 y 1990 usaban este tipo de símbolo. La IA moderna, basada en estadísticas y optimización matemática, no utiliza el "procesamiento de símbolos" de alto nivel que discutieron Newell y Simon.

#### Argumentos en contra del procesamiento de símbolos
Estos argumentos muestran que el pensamiento humano no consiste (únicamente) en la manipulación de símbolos de alto nivel. No muestran que la inteligencia artificial sea imposible, solo que se requiere más que el procesamiento de símbolos.

##### Argumentos antimecanicistas de Gödel
En 1931, Kurt Gödel demostró con un teorema de incompletitud que siempre es posible construir una "declaración de Gödel" que un sistema de lógica formal consistente dado (como un programa de manipulación de símbolos de alto nivel) no podría probar. A pesar de ser un enunciado verdadero, el enunciado de Gödel construido no es demostrable en el sistema dado. La verdad de la declaración de Gödel construida depende de la consistencia del sistema dado; la aplicación del mismo proceso a un sistema sutilmente inconsistente parecerá tener éxito, pero en realidad producirá una "declaración de Gödel" falsa. Más especulativamente, Gödel conjeturó que la mente humana puede finalmente determinar correctamente la verdad o la falsedad de cualquier declaración matemática bien fundamentada (incluida cualquier posible declaración de Gödel), y que, por lo tanto, el poder de la mente humana no se puede reducir a un mecanismo. El filósofo John Lucas (desde 1961) y Roger Penrose (desde 1989) han defendido este argumento filosófico antimecanicista.
Los argumentos antimecanicistas de Gödel tienden a basarse en la afirmación aparentemente inocua de que un sistema de matemáticos humanos (o alguna idealización de matemáticos humanos) es consistente (completamente libre de error) y cree plenamente en su propia consistencia (y puede hacer que todo sea lógico). inferencias que se derivan de su propia consistencia, incluida la creencia en su declaración de Gödel). Esto es probablemente imposible de hacer para una máquina de Turing (ver Problema de la parada); por lo tanto, el gödeliano concluye que el razonamiento humano es demasiado poderoso para ser capturado por una máquina de Turing y, por extensión, por cualquier dispositivo mecánico digital.
Sin embargo, el consenso moderno en la comunidad científica y matemática es que el razonamiento humano real es inconsistente; que cualquier "versión idealizada" consistente H del razonamiento humano se vería obligada lógicamente a adoptar un escepticismo de mente abierta saludable pero contrario a la intuición sobre la consistencia de H (de lo contrario, H es probablemente inconsistente); y que los teoremas de Gödel no conducen a ningún argumento válido de que los humanos tengan capacidades de razonamiento matemático más allá de lo que una máquina podría duplicar. Este consenso de que los argumentos antimecanicistas de Gödel están condenados al fracaso se establece con fuerza en Artificial Intelligence: "cualquier intento de utilizar (resultados de incompletitud de Gödel) para atacar la tesis computacional está destinado a ser ilegítimo, ya que estos resultados son bastante consistentes con la tesis computacionalista."
Stuart Russell y Peter Norvig están de acuerdo en que el argumento de Gödel no considera la naturaleza del razonamiento humano del mundo real. Se aplica a lo que puede probarse teóricamente, dada una cantidad infinita de memoria y tiempo. En la práctica, las máquinas reales (incluidos los humanos) tienen recursos finitos y tendrán dificultades para demostrar muchos teoremas. No es necesario poder demostrarlo todo para ser una persona inteligente.
De manera menos formal, Douglas Hofstadter, en su libro ganador del premio Pulitzer Gödel, Escher, Bach: un Eterno y Grácil Bucle, afirma que estas "declaraciones de Gödel" siempre se refieren al sistema en sí, trazando una analogía con la forma en que la paradoja de Epiménides usa declaraciones que se refieren a sí misma, como "esta afirmación es falsa" o "estoy mintiendo". Pero, por supuesto, la paradoja de Epiménides se aplica a cualquier cosa que haga declaraciones, ya sean máquinas o humanos, incluso al propio Lucas. Considerar: Lucas no puede afirmar la verdad de esta afirmación. Esta afirmación es cierta pero no puede ser afirmada por Lucas. Esto demuestra que el propio Lucas está sujeto a los mismos límites que describe para las máquinas, como lo están todas las personas, por lo que el argumento de Lucas no tiene sentido.
Después de concluir que el razonamiento humano no es computable, Penrose especuló de manera controvertida que algún tipo de proceso hipotético no computable que involucra el colapso de los estados mecánicos cuánticos le da a los humanos una ventaja especial sobre las computadoras existentes. Las computadoras cuánticas existentes solo son capaces de reducir la complejidad de las tareas computables de Turing y aún están restringidas a tareas dentro del alcance de las máquinas de Turing. Según los argumentos de Penrose y Lucas, el hecho de que las computadoras cuánticas solo puedan completar tareas computables de Turing implica que no pueden ser suficientes para emular la mente humana. Por lo tanto, Penrose busca algún otro proceso que involucre una nueva física, por ejemplo, la gravedad cuántica que podría manifestar una nueva física a la escala de la masa de Planck a través del colapso cuántico espontáneo de la función de onda. Estos estados, sugirió, ocurren dentro de las neuronas y también abarcan más de una neurona. Sin embargo, otros científicos señalan que no existe un mecanismo orgánico plausible en el cerebro para aprovechar cualquier tipo de computación cuántica y, además, que la escala de tiempo de la decoherencia cuántica parece demasiado rápida para influir en la activación de las neuronas.

##### Dreyfus: la primacía de las habilidades implícitas
Hubert Dreyfus argumentó que la inteligencia y la experiencia humanas dependían principalmente de juicios intuitivos rápidos en lugar de una manipulación simbólica paso a paso, y argumentó que estas habilidades nunca serían capturadas en reglas formales.
El argumento de Dreyfus había sido anticipado por Turing en su artículo de 1950 Computación, maquinaria e inteligencia, donde lo clasificó como el "argumento de la informalidad del comportamiento". Turing argumentó que solo porque no conocemos las reglas que rigen un comportamiento complejo, esto no significa que no existan tales reglas. Escribió: "no podemos convencernos tan fácilmente de la ausencia de leyes completas de comportamiento... La única forma que conocemos de encontrar tales leyes es la observación científica, y ciertamente no conocemos ninguna circunstancia bajo la cual podamos decir: 'Hemos buscado lo suficiente'. No existen tales leyes.'"
Russell y Norvig señalan que, en los años transcurridos desde que Dreyfus publicó su crítica, se ha avanzado en el descubrimiento de las "reglas" que gobiernan el razonamiento inconsciente. El agente situado en la investigación de la robótica intenta capturar nuestras habilidades inconscientes de percepción y atención. Los paradigmas de inteligencia computacional, como las redes neuronales, los algoritmos evolutivos, etc., se dirigen principalmente al razonamiento y el aprendizaje inconscientes simulados. Los enfoques estadísticos de la IA pueden hacer predicciones que se acercan a la precisión de las conjeturas intuitivas humanas. La investigación sobre el conocimiento de sentido común se ha centrado en reproducir el "trasfondo" o contexto del conocimiento. De hecho, la investigación de IA en general se ha alejado de la manipulación de símbolos de alto nivel, hacia nuevos modelos que pretenden capturar más de nuestro razonamiento intuitivo.
La ciencia cognitiva y la psicología finalmente llegaron a estar de acuerdo con la descripción de Dreyfus de la experiencia humana. Daniel Kahnemann y otros desarrollaron una teoría similar en la que identificaron dos "sistemas" que los humanos usan para resolver problemas, a los que llamó "Sistema 1" (juicios intuitivos rápidos) y "Sistema 2" (pensamiento paso a paso lento y deliberado).
Aunque los puntos de vista de Dreyfus han sido reivindicados de muchas maneras, el trabajo en ciencia cognitiva y en IA fue una respuesta a problemas específicos en esos campos y no estuvo directamente influenciado por Dreyfus. El historiador e investigador de inteligencia artificial Daniel Crevier escribió que "el tiempo ha demostrado la precisión y perspicacia de algunos de los comentarios de Dreyfus. Si las hubiera formulado de manera menos agresiva, las acciones constructivas que sugirieron podrían haberse tomado mucho antes".

## ¿Puede una máquina tener mente, conciencia y estados mentales?
Esta es una pregunta filosófica, relacionada con el problema de otras mentes y el difícil problema de la conciencia. La pregunta gira en torno a una posición definida por John Searle como "IA fuerte": Un sistema de símbolos físicos puede tener una mente y estados mentales.
Searle distinguió esta posición de lo que llamó "IA débil": Un sistema de símbolos físicos puede actuar inteligentemente.
Searle introdujo los términos para aislar la IA fuerte de la IA débil para poder concentrarse en lo que pensaba que era el tema más interesante y discutible. Argumentó que incluso si asumiéramos que teníamos un programa de computadora que actuaba exactamente como una mente humana, todavía habría una pregunta filosófica difícil que necesitaba ser respondida.
Ninguna de las dos posiciones de Searle son de gran preocupación para la investigación de IA, ya que no responden directamente a la pregunta "¿puede una máquina mostrar inteligencia general?" (a menos que también se pueda demostrar que la conciencia es necesaria para la inteligencia). Turing escribió: "No quiero dar la impresión de que creo que no hay ningún misterio sobre la conciencia... [pero] no creo que estos misterios necesariamente deban resolverse antes de que podamos responder a la pregunta [de si las máquinas pueden pensar]." Russell y Norvig están de acuerdo: "La mayoría de los investigadores de IA dan por sentada la hipótesis de IA débil y no les importa la hipótesis de IA fuerte".
Hay algunos investigadores que creen que la conciencia es un elemento esencial en la inteligencia, como Igor Aleksander, Stan Franklin, Ron Sun y Pentti Haikonen, aunque su definición de "conciencia" se aleja mucho de "inteligencia".
Para filósofos, neurocientíficos y científicos cognitivos, las palabras se usan de una manera más precisa y más mundana: se refieren a la experiencia familiar y cotidiana de tener un "pensamiento en la cabeza", como una percepción, un sueño, un intención o un plan, y a la forma en que vemos algo, sabemos algo, queremos decir algo o entendemos algo. "No es difícil dar una definición de sentido común de la conciencia", observa el filósofo John Searle. Lo que es misterioso y fascinante no es tanto lo que es sino cómo es: ¿cómo un bulto de tejido graso y electricidad da lugar a esta experiencia (familiar) de percibir, significar o pensar?
Los filósofos llaman a esto el problema difícil de la conciencia. Es la última versión de un problema clásico en la filosofía de la mente llamado "problema mente-cuerpo". Un problema relacionado es el problema del significado o comprensión (que los filósofos llaman "intencionalidad"): ¿cuál es la conexión entre nuestros pensamientos y lo que estamos pensando (es decir, objetos y situaciones en el mundo)? Una tercera cuestión es el problema de la experiencia (o "fenomenología"): si dos personas ven lo mismo, ¿tienen la misma experiencia? ¿O hay cosas "dentro de su cabeza" (llamadas "qualia") que pueden ser diferentes de persona a persona?
Antes de que podamos responder a esta pregunta, debemos tener claro lo que queremos decir con "mentes", "estados mentales" y "conciencia".
Los neurobiólogos creen que todos estos problemas se resolverán cuando empecemos a identificar los correlatos neuronales de la conciencia: la relación real entre la maquinaria en nuestras cabezas y sus propiedades colectivas; como la mente, la experiencia y la comprensión. Algunos de los críticos más duros de la inteligencia artificial están de acuerdo en que el cerebro es solo una máquina y que la conciencia y la inteligencia son el resultado de procesos físicos en el cerebro. La difícil pregunta  filosófica  es esta: ¿puede un programa de computadora, que se ejecuta en una máquina digital que baraja los dígitos binarios de cero y uno, duplicar la capacidad de los correlatos neurales de la consciencia para crear mentes, con estados mentales (como comprender o percibir) y, en última instancia, la experiencia de la conciencia?

### Argumentos de que una computadora no puede tener una mente y estados mentales

#### Conciencia, mente, estados mentales, significado
Las palabras "mente" y "conciencia" son utilizadas por diferentes comunidades de diversas maneras. Algunos pensadores de la nueva era, por ejemplo, usan la palabra "conciencia" para describir algo similar al élan vital del filósofo Hanri Bergson: un fluido energético invisible que impregna la vida y especialmente la mente. Los escritores de ciencia ficción usan la palabra para describir alguna propiedad esencial que nos hace humanos: una máquina o un extraterrestre que sea "consciente" se presentará como un personaje totalmente humano, con inteligencia, deseos, voluntad, perspicacia, orgullo, etc. (Los escritores de ciencia ficción también usan las palabras "sensibilidad", "sapiencia", "autoconciencia" o "fantasma ", como en la serie de manga y anime Ghost in the Shell, para describir esta propiedad humana esencial). Para otros, las palabras "mente" o "conciencia" se utilizan como una especie de sinónimo secular para el alma.

#### La habitación china de Searle
John Searle nos pide que consideremos un experimento mental: supongamos que hemos escrito un programa de computadora que pasa la prueba de Turing y demuestra una acción inteligente general. Supongamos, específicamente, que el programa puede conversar en chino fluido. Escriba el programa en tarjetas de 3x5 y entrégueselas a una persona común que no hable chino. Encierre a la persona en una habitación y pídale que siga las instrucciones de las tarjetas. Copiará los caracteres chinos y los pasará dentro y fuera de la habitación a través de una ranura. Desde el exterior, parecerá que la habitación china contiene una persona completamente inteligente que habla chino. La pregunta es esta: ¿hay alguien (o algo) en la sala que entienda chino? Es decir, ¿hay algo que tenga el estado mental de comprensión, o que tenga conciencia de lo que se está discutiendo en chino? El hombre claramente no es consciente. La habitación no puede ser consciente. Las tarjetas ciertamente no son conscientes. Searle concluye que la habitación china, o cualquier otro sistema de símbolos físicos, no puede tener una mente.
Searle continúa argumentando que los estados mentales y la conciencia reales requieren (aún por describir) "propiedades físico-químicas reales de los cerebros humanos reales". Argumenta que hay "propiedades causales" especiales de los cerebros y las neuronas que dan lugar a las mentes: en sus palabras, "los cerebros causan las mentes".

#### Argumentos relacionados: el molino de Leibniz, la central telefónica de Davis, la nación china de Block y Blockhead
Gottfried Leibniz planteó esencialmente el mismo argumento que Searle en 1714, utilizando el experimento mental de expandir el cerebro hasta que fuera del tamaño de un molino. En 1974, Lawrence Davis imaginó duplicar el cerebro usando líneas telefónicas y oficinas atendidas por personas, y en 1978 Ned Block imaginó a toda la población de China involucrada en tal simulación cerebral. Este experimento mental se llama "la nación china" o "el gimnasio chino". Ned Block también propuso su argumento Blockhead, que es una versión de la sala china en la que el programa ha sido rediseñado en un conjunto simple de reglas de la forma "ver esto, hacer aquello", eliminando todo misterio respecto al programa.

#### Respuestas a la sala china
Las respuestas a la sala china enfatizan varios puntos diferentes.
- Los sistemas responden y la mente virtual responde:[74] Esta respuesta argumenta que el sistema, incluidos el hombre, el programa, la habitación y las cartas, es lo que entiende el chino. Searle afirma que el hombre en la habitación es lo único que posiblemente podría "tener una mente" o "entender", pero otros no están de acuerdo, argumentando que es posible que haya dos mentes en el mismo lugar físico, similar a la forma en que una computadora puede "ser" simultáneamente dos máquinas a la vez: una física (como una Macintosh) y otra "virtual" (como un procesador de textos).
- Respuestas rápidas, poderosas y complejas:[75] Varios críticos señalan que el hombre en la habitación probablemente tardaría millones de años en responder a una simple pregunta, y requeriría "archivadores" de proporciones astronómicas. Esto pone en duda la claridad de la intuición de Searle.
- Respuesta del robot:[76] Para comprender verdaderamente, algunos creen que la Sala China necesita ojos y manos. Hans Moravec escribe: "Si pudiéramos injertar un robot en un programa de razonamiento, ya no necesitaríamos a una persona para proporcionar el significado: vendría del mundo físico".[77]
- Respuesta del simulador de cerebro:[78] ¿Qué pasa si el programa simula la secuencia de descargas nerviosas en las sinapsis de un cerebro real de un hablante chino real? El hombre en la habitación estaría simulando un cerebro real. Esta es una variación de la "respuesta del sistema" que parece más plausible porque "el sistema" ahora opera claramente como un cerebro humano, lo que fortalece la intuición de que hay algo además del hombre en la habitación que podría entender chino.
- Otras mentes responden y los epifenómenos responden:[79] Varios investigadores han notado que el argumento de Searle es solo una versión del problema de otras mentes, aplicado a las máquinas. Dado que es difícil decidir si las personas "realmente" están pensando, no debería sorprendernos que sea difícil responder la misma pregunta sobre las máquinas.

Una pregunta relacionada es si existe la "conciencia" (como la entiende Searle). Searle argumenta que la experiencia de la conciencia no puede detectarse examinando el comportamiento de una máquina, un ser humano o cualquier otro animal. Daniel Dennett señala que la selección natural no puede preservar una característica de un animal que no tiene efecto en el comportamiento del animal y, por lo tanto, la conciencia (tal como la entiende Searle) no puede ser producida por la selección natural. Por lo tanto, la selección natural no produjo conciencia o la "IA fuerte" es correcta en el sentido de que la conciencia puede detectarse mediante una prueba de Turing diseñada adecuadamente.

## ¿Es pensar una especie de cálculo?
La teoría computacional de la mente o "computacionalismo" afirma que la relación entre la mente y el cerebro es similar (si no idéntica) a la relación entre un programa en ejecución (software) y una computadora (hardware). La idea tiene raíces filosóficas en Hobbes (quien afirmaba que el razonamiento era "nada más que cálculo"), Leibniz (quien intentó crear un cálculo lógico de todas las ideas humanas), Hume (quien pensó que la percepción podía reducirse a "impresiones atómicas") e incluso Kant (quien analizó toda experiencia como controlada por reglas formales). La última versión está asociada con los filósofos Hilary Putnam y Jerry Fodor.
Esta pregunta se relaciona con las anteriores: si el cerebro humano es una especie de computadora, entonces las computadoras pueden ser tanto inteligentes como conscientes, y responder a las preguntas prácticas y filosóficas de la IA. En términos de la cuestión práctica de la IA ("¿Puede una máquina mostrar inteligencia general?"), Algunas versiones del computacionalismo afirman que (como escribió Hobbes): razonar no es más que calcular.
En otras palabras, nuestra inteligencia deriva de una forma de cálculo, similar a la aritmética. Esta es la hipótesis del sistema de símbolos físicos discutida anteriormente, e implica que la inteligencia artificial es posible. En términos de la cuestión filosófica de la IA ("¿Puede una máquina tener mente, estados mentales y conciencia?"), la mayoría de las versiones del computacionalismo afirman que (como lo caracteriza Stevan Harnad): Los estados mentales son solo implementaciones de (los correctos) programas de computadora.
Esta es la "inteligencia artificial fuerte" de John Searle discutida anteriormente, y es el objetivo real del argumento de la habitación china (según Harnad).

## Otras preguntas relacionadas con el tema

### ¿Puede una máquina tener emociones?
Si las "emociones" se definen solo en términos de su efecto sobre el comportamiento o sobre cómo funcionan dentro de un organismo, entonces pueden verse como un mecanismo que utiliza un agente inteligente para maximizar la utilidad de sus acciones. Dada esta definición de emoción, Hans Moravec cree que "los robots en general serán bastante emocionales por ser buenas personas". El miedo es una fuente de urgencia. La empatía es un componente necesario de una buena interacción humano-computadora. Moravec afirma que los robots "intentarán complacerte de una manera aparentemente desinteresada porque se emocionarán con este refuerzo positivo. Puedes interpretar esto como una especie de amor.” Daniel Crevier escribe: "El punto de Moravec es que las emociones son solo dispositivos para canalizar el comportamiento en una dirección beneficiosa para la supervivencia de la especie".

### ¿Puede una máquina ser consciente de sí misma?
Los escritores de ciencia ficción utilizan a veces "autoconciencia", como se señaló anteriormente, como un nombre para la propiedad humana esencial que hace que un personaje sea completamente humano. Turing elimina todas las demás propiedades de los seres humanos y reduce la pregunta a "¿puede una máquina ser el sujeto de su propio pensamiento?" ¿Puede pensar en sí mismo? Visto de esta manera, se puede escribir un programa que informe sobre sus propios estados internos, como un depurador.

### ¿Puede una máquina ser original o creativa?
Turing reduce esto a la pregunta de si una máquina puede "tomarnos por sorpresa" y argumenta que esto es obviamente cierto, como puede atestiguar cualquier programador. Señala que, con suficiente capacidad de almacenamiento, una computadora puede comportarse en un número astronómico de formas diferentes. Debe ser posible, incluso trivial, que una computadora que pueda representar ideas las combine de nuevas formas. El matemático automatizado de Douglas Lenat, por ejemplo, combinó ideas para descubrir nuevas verdades matemáticas. Kaplan y Haenlein sugieren que las máquinas pueden mostrar creatividad científica, mientras que parece probable que los humanos tengan ventaja en lo que respecta a la creatividad artística.
En 2009, los científicos de la Universidad de Aberystwyth en Gales y la Universidad de Cambridge del Reino Unido diseñaron un robot llamado Adam que creen que es la primera máquina en generar nuevos hallazgos científicos de forma independiente. También en 2009, los investigadores de Cornell desarrollaron Eureqa, un programa de computadora que extrapola fórmulas para ajustarse a los datos ingresados, como encontrar las leyes del movimiento a partir del movimiento de un péndulo.

### ¿Puede una máquina ser benevolente u hostil?
Esta pregunta (como muchas otras en la filosofía de la inteligencia artificial) se puede presentar de dos formas. La "hostilidad" se puede definir en términos de función o comportamiento, en cuyo caso "hostil" se convierte en sinónimo de "peligroso". O puede definirse en términos de intención: ¿puede una máquina "deliberadamente" hacer daño? La última es la pregunta "¿puede una máquina tener estados conscientes?" (tales como intenciones) en otra forma.
Un problema es que las máquinas pueden adquirir la autonomía y la inteligencia necesarias para ser peligrosas muy rápidamente. Vernor Vinge ha sugerido que en unos pocos años, las computadoras de repente se volverán miles o millones de veces más inteligentes que los humanos. Él llama a esto "la Singularidad". Sugiere que puede ser algo o posiblemente muy peligroso para los humanos. Esto es discutido por un movimiento llamado singularitarismo. La cuestión de si las máquinas altamente inteligentes y completamente autónomas serían peligrosas ha sido examinada en detalle por futuristas (como el Instituto de Investigación de la Inteligencia de las Máquinas). El elemento dramático obvio también ha hecho que el tema sea popular en la ciencia ficción, que ha considerado muchos escenarios posibles diferentes donde las máquinas inteligentes representan una amenaza para la humanidad; ver Inteligencia artificial en la ficción.En 2009, académicos y expertos técnicos asistieron a una conferencia para discutir el impacto potencial de los robots y las computadoras y el impacto de la posibilidad hipotética de que pudieran volverse autosuficientes y capaces de tomar sus propias decisiones. Discutieron la posibilidad y la medida en que las computadoras y los robots podrían adquirir algún nivel de autonomía, y en qué medida podrían usar tales habilidades para representar una posible amenaza o peligro. Señalaron que algunas máquinas han adquirido varias formas de semiautonomía, incluida la capacidad de encontrar fuentes de energía por sí mismas y la posibilidad de elegir objetivos de forma independiente para atacar con armas. También señalaron que algunos virus informáticos pueden evadir la eliminación y han logrado una "inteligencia de cucaracha". Señalaron que la autoconciencia tal como se describe en la ciencia ficción es probablemente poco probable, pero que existen otros peligros potenciales.
Algunos expertos y académicos han cuestionado el uso de robots para el combate militar, especialmente cuando a dichos robots se les otorga cierto grado de funciones autónomas. La Marina de los EE. UU. ha financiado un informe que indica que a medida que los robots militares se vuelven más complejos, debería prestarse mayor atención a las implicaciones de su capacidad para tomar decisiones autónomas.
El presidente de la Asociación para el Avance de la Inteligencia Artificial ha encargado un estudio para analizar este problema. Señalan programas como el dispositivo de adquisición de lenguaje que puede emular la interacción humana.
Algunos han sugerido la necesidad de construir una "IA amigable", lo que significa que los avances que ya están ocurriendo con la IA también deberían incluir un esfuerzo para hacer que la IA sea intrínsecamente amigable y humana.

### ¿Puede una máquina imitar todas las características humanas?
Turing dijo: "Es costumbre ... para ofrecer un poco de consuelo, en forma de una declaración de que alguna característica peculiarmente humana nunca podría ser imitada por una máquina.... No puedo ofrecer tal consuelo, porque creo que tales límites no pueden establecerse".
Turing señaló que hay muchos argumentos de la forma "una máquina nunca hará X", donde X puede ser muchas cosas, como:
Sea amable, ingenioso, hermoso, amigable, tenga iniciativa, tenga sentido del humor, distinga el bien del mal, cometa errores, enamórese, disfrute de las fresas con crema, haga que alguien se enamore, aprenda de la experiencia, use las palabras correctamente, ser sujeto de su propio pensamiento, tener tanta diversidad de comportamiento como un hombre, hacer algo realmente nuevo.
Turing argumenta que estas objeciones a menudo se basan en suposiciones ingenuas sobre la versatilidad de las máquinas o son "formas encubiertas del argumento de la conciencia". Escribir un programa que muestre uno de estos comportamientos "no causará una gran impresión". Todos estos argumentos son tangenciales a la premisa básica de la IA, a menos que se pueda demostrar que uno de estos rasgos es esencial para la inteligencia general.

### ¿Puede una máquina tener alma?
Finalmente, aquellos que creen en la existencia de un alma pueden argumentar que "Pensar es una función del alma inmortal del hombre". Alan Turing llamó a esto "la objeción teológica". El escribe
Al intentar construir tales máquinas, no deberíamos estar usurpando irreverentemente Su poder de crear almas, como tampoco lo estamos en la procreación de niños: más bien somos, en cualquier caso, instrumentos de Su voluntad proporcionando mansiones para las almas que Él crea.
La discusión sobre el tema se ha reavivado como resultado de las recientes afirmaciones hechas por el sistema de inteligencia artificial LaMDA de Google de que es sensible y tiene un "alma".
LaMDA (Modelo de lenguaje para aplicaciones de diálogo) es un sistema de inteligencia artificial que crea chatbots —robots de IA diseñados para comunicarse con humanos— recopilando grandes cantidades de texto de Internet y utilizando algoritmos para responder consultas de la manera más fluida y natural posible.
Las transcripciones de las conversaciones entre los científicos y LaMDA revelan que el sistema de IA sobresale en esto, proporcionando respuestas a temas desafiantes sobre la naturaleza de las emociones, generando fábulas al estilo de Esopo en el momento e incluso describiendo sus supuestos miedos. Hay filósofos que dudan de la sensibilidad de LaMDA.

## Puntos de vista sobre el papel de la filosofía
Algunos académicos argumentan que el rechazo de la filosofía por parte de la comunidad de IA es perjudicial. En la Enciclopedia de Filosofía de Stanford, algunos filósofos argumentan que se subestima el papel de la filosofía en la IA. El físico David Deutsch argumenta que sin una comprensión de la filosofía o sus conceptos, el desarrollo de la IA sufriría una falta de progreso.